# 仲間由紀恵の蒼い地球
『仲間由紀恵の蒼い地球』（なかまゆきえのあおいちきゅう）は、2007年から2016年までテレビ東京で年始に放送されていた環境ドキュメンタリー番組。仲間由紀恵の冠番組でもあった。

## 概要
ナビゲーターの仲間や現地リポーターが地球の環境問題や自然の現状などを様々な角度から取材、報告を行い、日本人が今なにをしなければならないか考えさせる内容となっている。

## ナビゲーター
- 仲間由紀恵

## 放送リスト
| 回数 | 放送日        | 放送時間     | サブタイトル                                   | 主なロケ地                           | 現地リポーター              | ゲスト                              | 備考 |
| ---- | ------------- | ------------ | ---------------------------------------------- | ------------------------------------ | --------------------------- | ----------------------------------- | ---- |
| 1    | 2007年 1月1日 | 16:00～17:55 | 環境破壊・温暖化・・・ペンギンたちが泣いている | ガラパゴス諸島、南アフリカ、南極     | 高橋良輔                    | 藤原幸一                            |      |
| 2    | 2008年 1月1日 | 17:00～18:55 | 温暖化 人類に迫る・・・自然界の逆襲            | 沖縄県、バングラデシュ、ベトナム     |                             | 岡田晴恵、酒井一彦                  |      |
| 3    | 2009年 1月1日 | 16:30～18:24 | ～今、守りたい・・・日本の四季と世界遺産～     | 知床半島、屋久島、富士山             | 地井武男 斉藤祥太、伊阪達也 |                                     |      |
| 4    | 2010年 1月6日 | 22:00～23:24 | 守りたい日本の絶景                             | 釧路湿原、沖縄県、高尾山             | 杉浦太陽                    | 佐野高太郎、小泉武栄                |      |
| 5    | 2011年 1月1日 | 15:00～16:25 | 太古の地球と宇宙から見た蒼い星                 | 西表島、ハワイ                       | 鮎川太陽                    | 野口聡一                            |      |
| 6    | 2012年 1月1日 | 14:00～15:25 | 絶滅危惧種の現実 そして人類との共存            | オーストラリア、グレートバリアリーフ | 石川遼、野口五郎            |                                     |      |
| 7    | 2013年 1月1日 | 21:54～23:24 | 美しい自然を守れ 今 私たちに出来る事           | フィリピン                           |                             | 及川義教                            |      |
| 8    | 2014年 1月1日 | 12:30～14:00 | 〜世界遺産を守る日本人〜                       | 富士山、アンコール遺跡、カンボジア   |                             | 藤原幸一、佐藤由似                  |      |
| 9    | 2015年 1月4日 | 11:00～12:25 | 〜世界遺産を目指せ！環境の守り人たち〜         | 長崎市端島、奄美諸島                 |                             | 坂本道徳、常田守 横山精士、中山清美 |      |
| 10   | 2016年 1月3日 | 7:00～8:30   | 〜ネクスト世界遺産 歴史と自然の守り人〜        | タイ、沖ノ島                         |                             |                                     |      |

## スタッフ

### Part10現在
- ナレーション：窪田等、藤原啓治
- 撮影：堂本昌弘、白似田健介
- 音声：稲見勝、福田浩
- 編集：賀古勝利
- MA：村尾博一（一時離脱→復帰）
- 音効：藤澤康太（オーパスワン）
- CG：PDトウキョウ
- イラスト：グレートインターナショナル
- 技術協力：ABYSS、ジーリンクスタジオ、THREE CHORD MOVlES
- スタイリスト：十川ヒロコ
- ヘアメイク：田中博
- コーディネーター：渡辺正人
- 構成：外山信行
- デスク：片岡万奈
- AP：高橋由佳
- ディレクター：青田和大、綿部裕基（綿部→Part9から）
- プロデューサー：石井成臣、橋本元康
- 制作協力：ホールマン
- 制作著作：テレビ東京

### 過去のスタッフ
- 音声：葛原圭人、深野千穂
- 編集：鳥塚幸輔
- MA：河野翔平
- 音効：齊藤俊郎（オーパスワン）
- ヘアメイク：杉田和人
- デスク：小島千明